# Herz-Jesu-Kapelle (Zakopane)
Die Herz-Jesu-Kapelle in Zakopane (polnisch Kaplica Najświętszego Serca Jezusa w Jaszczurówce) ist eine Holzkirche und wurde 1904 von Stanisław Witkiewicz im Zakopane-Stil entworfen und gebaut. 1907 erfolgte die Einweihung als Herz-Jesu-Kirche. Sie wird von dem Mariannenorden im Zakopaner Stadtteil Toporowa Cyrhla betreut. Das Gebäude gehört jedoch dem Tatra-Nationalpark. Es steht unter Denkmalschutz. Die Kirche ist Teil des Holzarchitekturwegs in Kleinpolen.

## Geographische Lage
Die Kirche befindet sich im Zakopaner Stadtteil Jaszczurówka am Oswald-Balzer-Weg am Rande des Tatra-Nationalparks am Fuße der Tatra.

## Tourismus
In der Nähe der Kirche beginnen zwei markierte Wanderwege im Tatra-Nationalpark.
- ▬ rot markierter Wanderweg von Toporowa Cyrhla über die Bergalmen Psia Trawka sowie Hala Waksmundzka und den Wasserfall Wodogrzmoty Mickiewicza zum Bergsee Meerauge
- ▬ grün markierter Wanderweg von Toporowa Cyrhla über den Gipfel Wielki Kopieniec und das Tal Dolina Olczyska nach Jaszczurówka.